# 記者會
記者會（英語：Press conference）是新聞發表方會見記者、發表新聞或主張的一種媒體活動。在記者會上，由政府、公司、非政府組織或具新聞價值的社會活動人等，向列席記者或採訪人發表其官方計劃、訊息或聲明澄清，並進行媒體聯訪或提問。

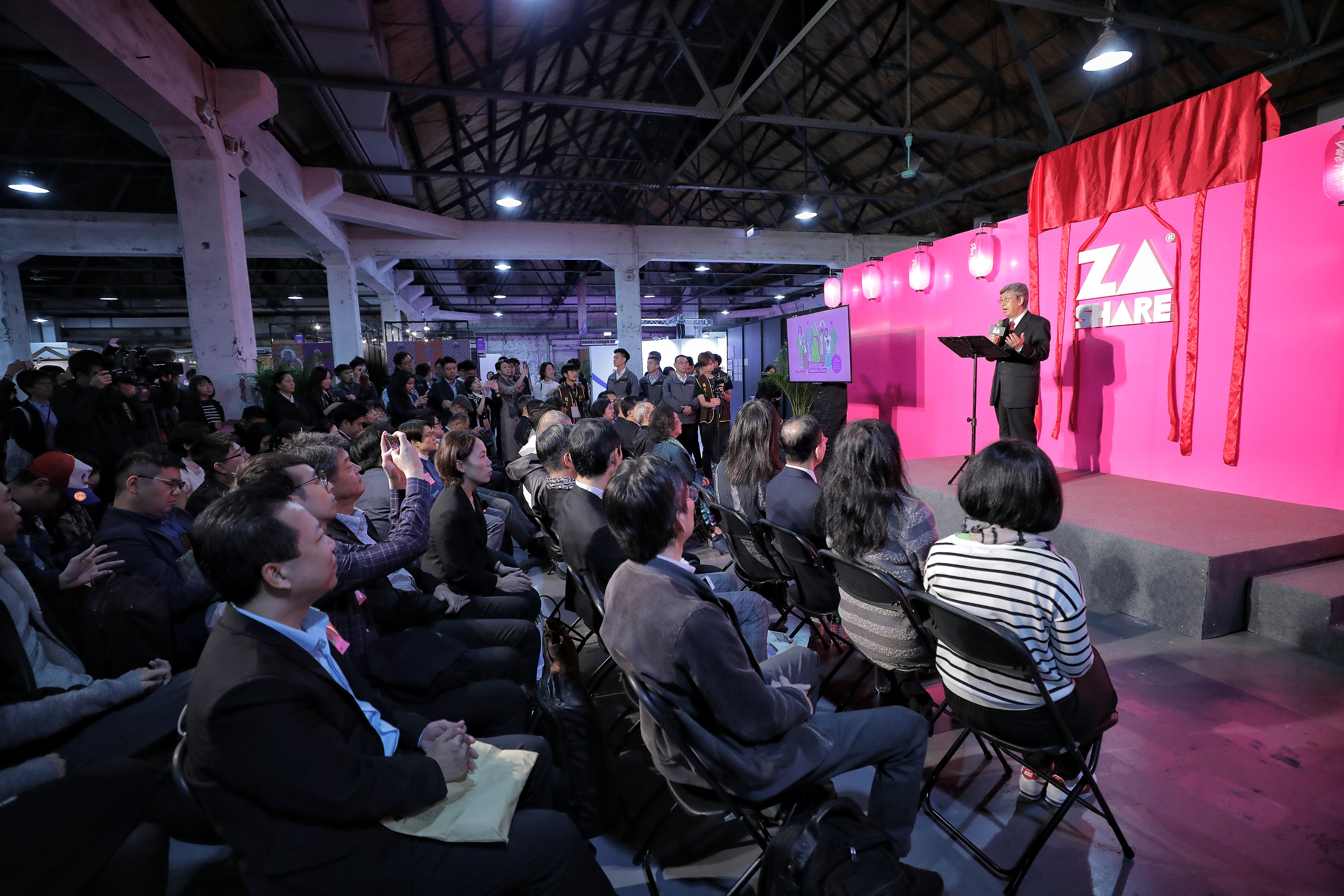
活動記者會現場。
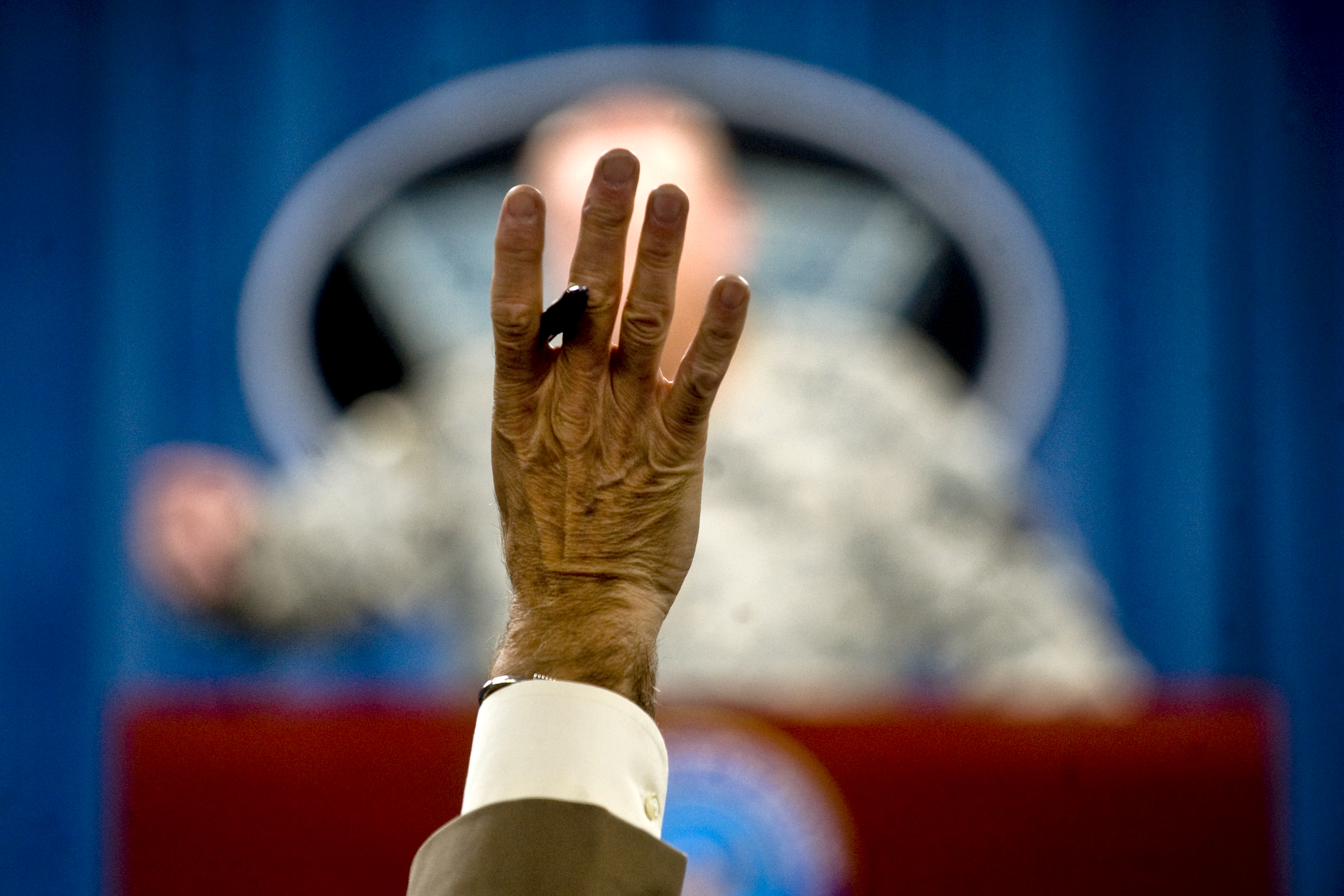
記者舉手示意（英语：Raising hands）時，表示欲提問釋疑。
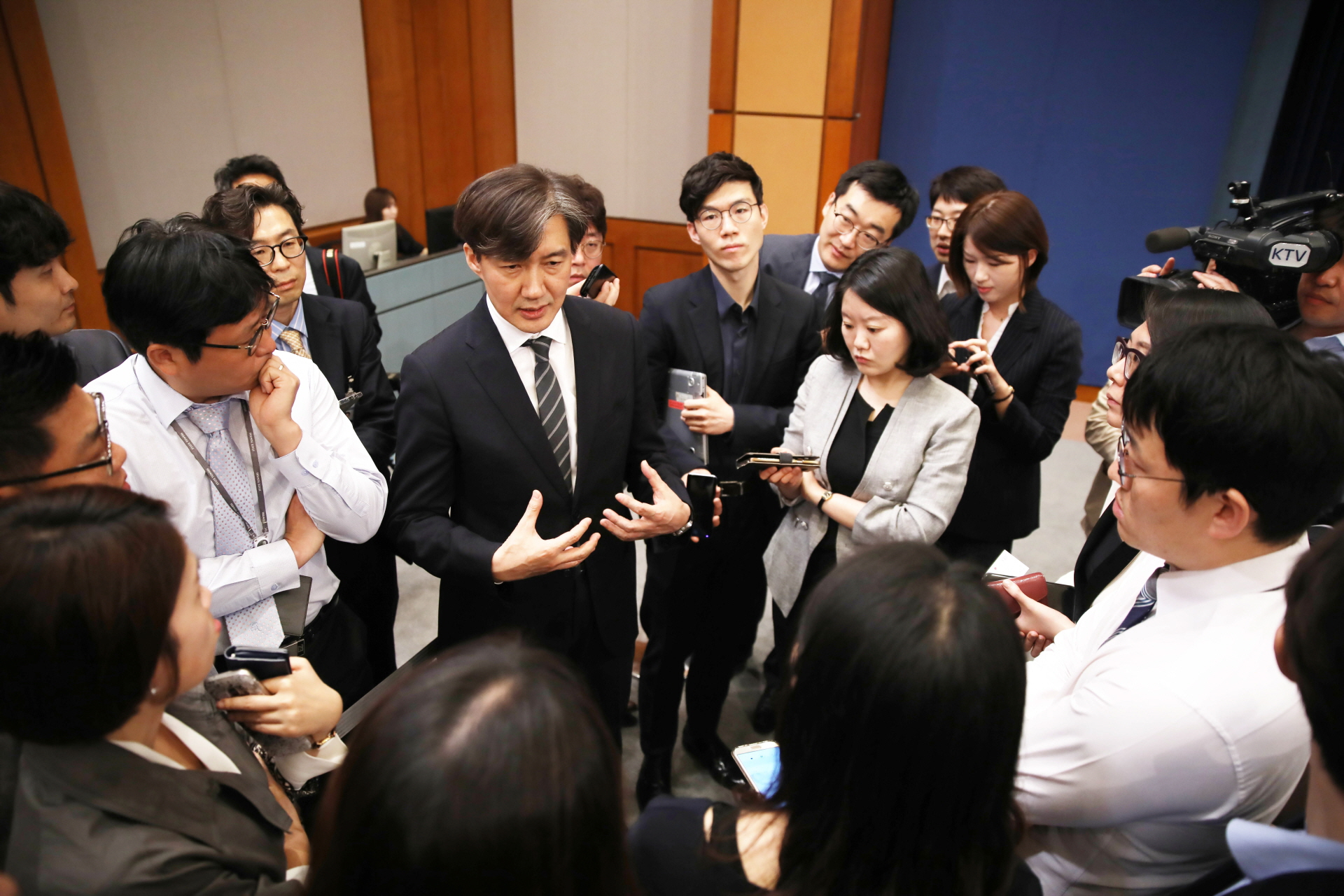
記者近身提問。
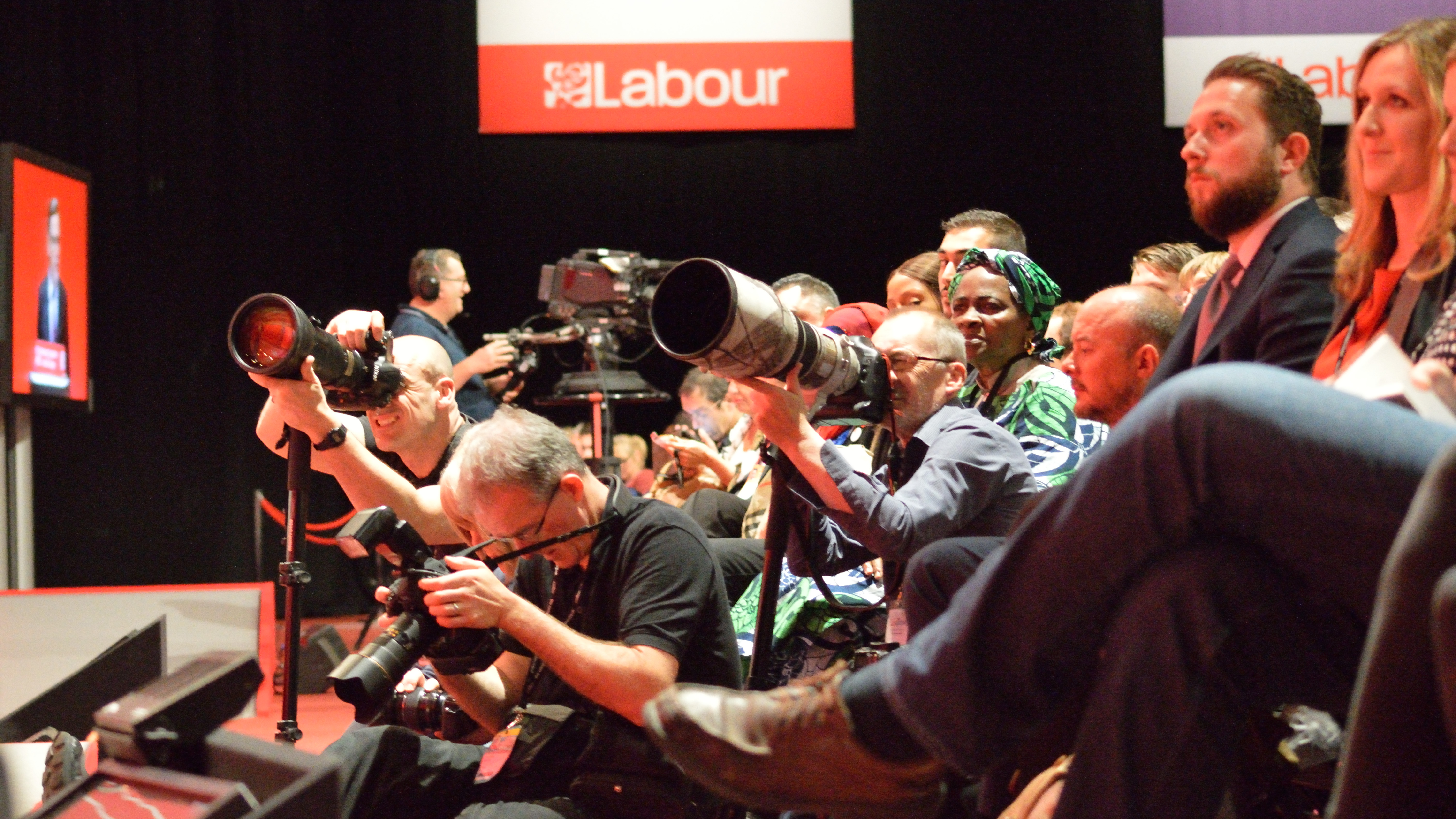
攝影記者作業。
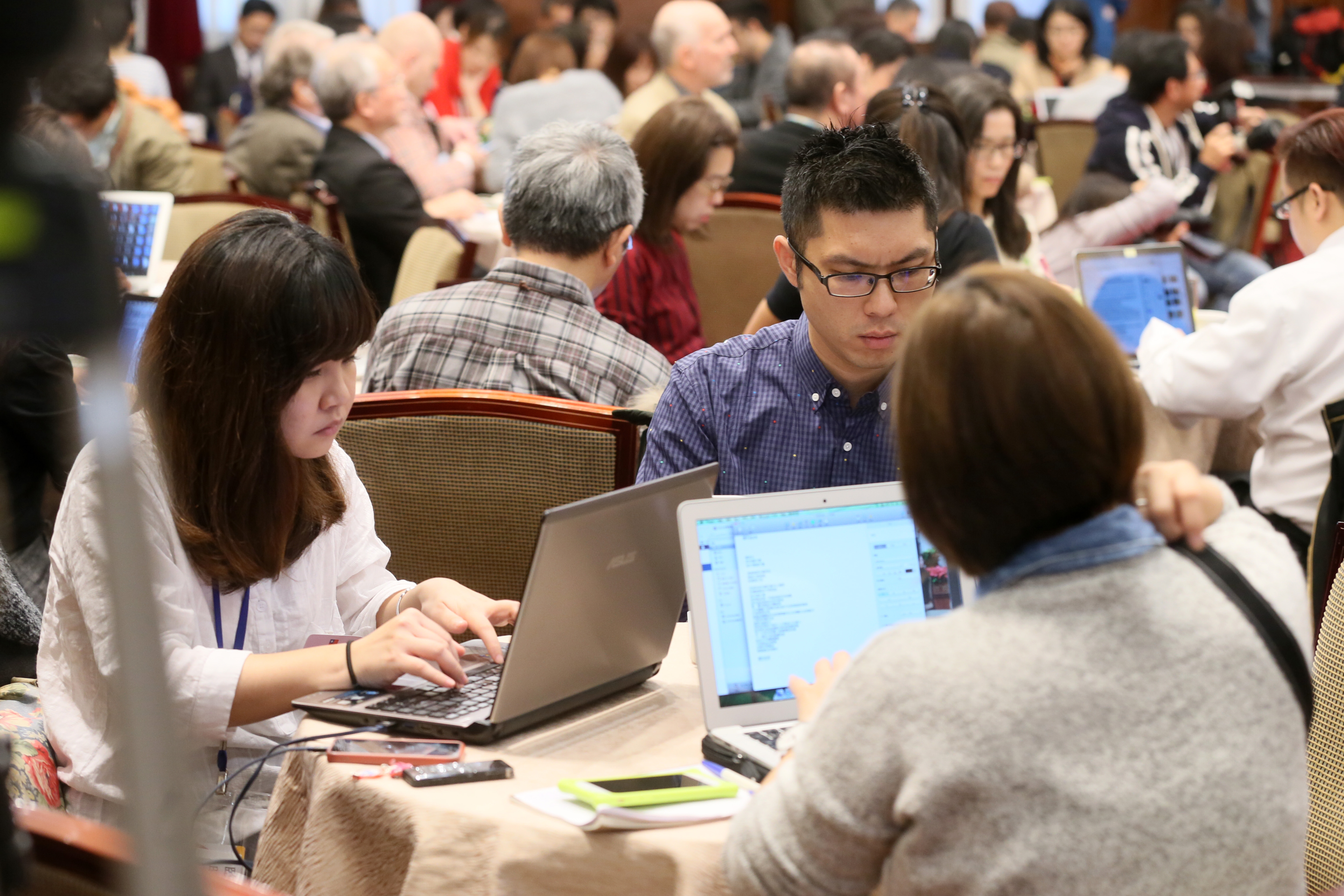
記者們的作業場景。
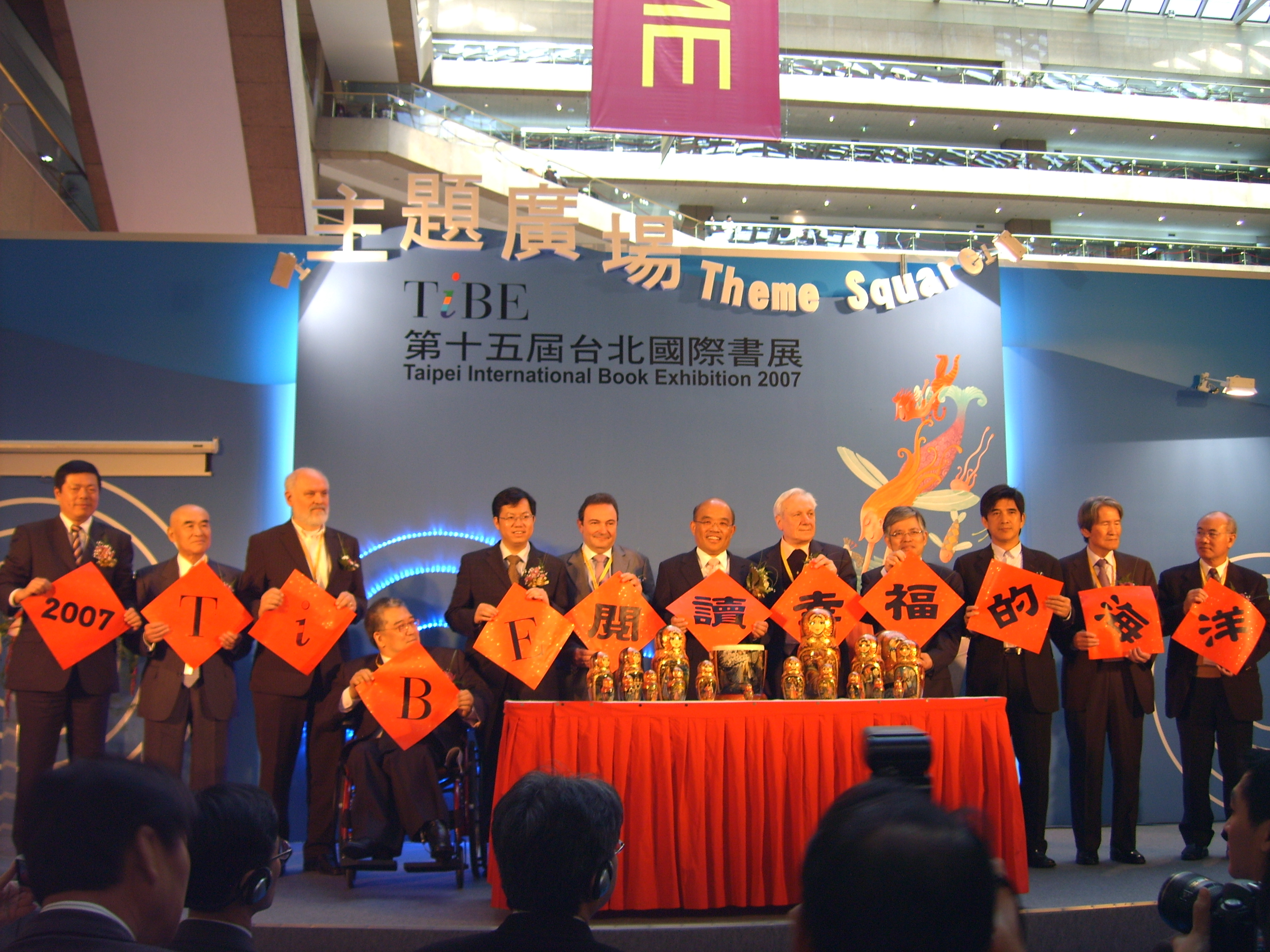
活動型記者會或搭配活動吸引目光。
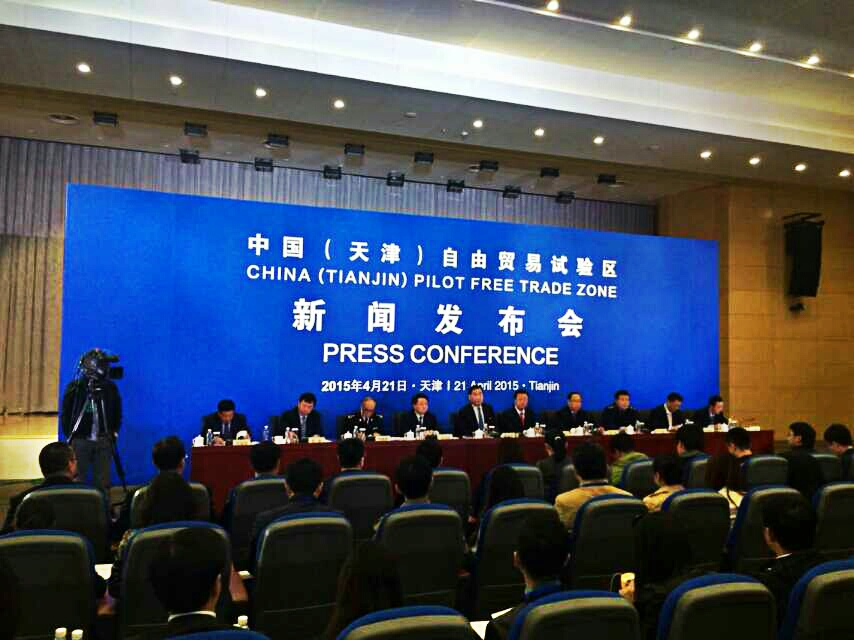
政策发布的新闻发布会

記者會程序，概略包括發布採訪通知、記者入場報到、身份驗證與活動公關物或新聞資料領取，記者會開始、發表新聞或訊息與聲明、媒體聯訪與提問、攝影記者拍攝等等。由於媒體人兼負保障大眾知情權、監督政府、防止政府濫權的重任，需嚴守中立客觀與新聞倫理，所以一般需避免私底下接受採訪對象或公權者金錢賄賂或其他利益。